# Biserica „Sfântul Arhanghel Mihail” din Găleștii Noi
Biserica „Sf. Arhanghel Mihail” este o biserică amplasată în Gălești, raionul Strășeni, Republica Moldova. Este un monument arhitectural de importanță națională inclus în Registrul monumentelor Republicii Moldova ocrotite de stat cu nr. 1370 (raionul Strășeni). Datează din 1840.